# Václav Dudl
Václav Dudl (Hořovice, 22 settembre 1999) è un calciatore ceco, difensore del Líšeň.

## Carriera

### Club
È cresciuto nelle giovanili dello Sparta Praga, club con cui ha esordito nella massima serie ceca nel 2016.

### Nazionale
Ha militato nelle nazionali giovanili ceche Under-16, Under-19 ed Under-21.

## Statistiche

### Presenze e reti nei club
Statistiche aggiornate al 15 novembre 2021.
| Stagione              | Squadra               | Campionato            | Campionato | Campionato | Coppe nazionali | Coppe nazionali | Coppe nazionali | Coppe continentali | Coppe continentali | Coppe continentali | Altre coppe | Altre coppe | Altre coppe | Totale | Totale |
| Stagione              | Squadra               | Comp                  | Pres       | Reti       | Comp            | Pres            | Reti            | Comp               | Pres               | Reti               | Comp        | Pres        | Reti        | Pres   | Reti   |
| --------------------- | --------------------- | --------------------- | ---------- | ---------- | --------------- | --------------- | --------------- | ------------------ | ------------------ | ------------------ | ----------- | ----------- | ----------- | ------ | ------ |
| 2016-2017             | Sparta Praga          | 1L                    | 5          | 0          | CRC             | 2               | 0               | UEL                | 4                  | 0                  |             | -           | -           | 11     | 0      |
| 2017-feb. 2018        | Graffin Vlašim        | 2L                    | 4          | 0          | CRC             | 2               | 0               |                    | -                  | -                  |             | -           | -           | 6      | 0      |
| feb.-mag. 2018        | Táborsko              | 2L                    | 4          | 0          |                 | -               | -               |                    | -                  | -                  |             | -           | -           | 4      | 0      |
| gen.-mag. 2019        | Spartak Trnava        | SL                    | 2+2        | 0          | CS              | 1               | 0               |                    | -                  | -                  |             | -           | -           | 5      | 0      |
| 2019-feb. 2020        | Sparta Praga B        | 3L                    | 13         | 1          |                 | -               | -               |                    | -                  | -                  |             | -           | -           | 13     | 1      |
| feb.-mag. 2020        | Viktoria Žižkov       | 2L                    | 7          | 0          |                 | -               | -               |                    | -                  | -                  |             | -           | -           | 7      | 0      |
| 2020-2021             | Sparta Praga B        | 3L                    | 7          | 0          |                 | -               | -               |                    | -                  | -                  |             | -           | -           | 7      | 0      |
| 2021-2022             | Sparta Praga B        | 2L                    | 13         | 0          |                 | -               | -               |                    | -                  | -                  |             | -           | -           | 13     | 1      |
| Totale Sparta Praga B | Totale Sparta Praga B | Totale Sparta Praga B | 20         | 1          |                 | -               | -               |                    | -                  | -                  |             | -           | -           | 20     | 1      |
| Totale carriera       | Totale carriera       | Totale carriera       | 57         | 2          |                 | 5               | 0               |                    | 4                  | 0                  |             | -           | -           | 66     | 2      |

## Palmarès

### Club

#### Competizioni nazionali
- Coppa di Slovacchia: 1

Spartak Trnava: 2018-2019